# Малинин, Николай Сергеевич
Никола́й Серге́евич Мали́нин (1970, Москва) — российский архитектурный критик и искусствовед, журналист.

## Биография
Окончил Московский государственный университет им. М. В. Ломоносова.
С 1987 года постоянный автор отделов культуры и искусства газеты «Московский комсомолец» (в том числе архитектурно-краеведческой рубрики «Однажды в Москве»), «Независимой газеты», газеты «Русский телеграф», журналов «Столица», «Итоги», «GQ», «Voguе», «Домовой», «Штаб-квартира».
С 1998 года вёл в «Независимой газете» полосу «Архитектура» (премия Союза московских архитекторов «Золотое сечение», 2003), заведовал отделом культуры.
Автор-составитель книги: «100 частных домов. Архитектура и архитекторы» (СПб.: Lans Media, 2004). Публиковал фрагменты биографической книги о Фёдоре Шехтеле в журналах «Пинакотека», «Архитектура и строительство Москвы», «Новая Юность».
Куратор выставки «Другая Москва» (Берлин, Alte Stadthaus, 2003), сокуратор выставки «Москва-Берлин. Архитектура. 1950—2000» (Музей архитектуры им. А. В. Щусева, 2004).
В 2000—2004 годах — член Экспертного совета выставки «Арх-Москва».
С 2003 года — член экспертного совета премии АрхиП.
Создатель концепции сайта-путеводителя по архитектуре Москвы с 1989 года до наших дней. Известен критикой лужковского стиля в архитектуре Москвы.
2006—2008 — главный редактор журнала Made in Future.
с 2009 — куратор премии АрхиWOOD